# Sporobolus
Sporobolus és un gènere de plantes de la subfamília de les cloridòidies, família de les poàcies, ordre de les poals, subclasse de les commelínides, classe de les liliòpsides, divisió dels magnoliofitins.

## Taxonomia
- Sporobolus annuus Vasey
- Sporobolus arenaceus Buckley
- Sporobolus aristatus Rydb.
- Sporobolus attentuatus Nash
- Sporobolus auriculatus Vasey
- Sporobolus canovirens Nash
- Sporobolus capillaris Vasey
- Sporobolus commutatus Hack.
- Sporobolus cryptandrus A. Gray
- Sporobolus diffusissumus Buckley
- Sporobolus expansus Scribn.
- Sporobolus floridanus Chapm.
- Sporobolus giganteus Nash
- Sporobolus hintoni W. Hartley
- Sporobolus interrruptus Vasey
- Sporobolus jonesii Vasey
- Sporobolus macrospermus Scribn.
- Sporobolus neglectus Nash
- Sporobolus ozarkanus Fernald
- Sporobolus palmeri Scribn.
- Sporobolus patens Swallen
- Sporobolus pilosus Vasey
- Sporobolus pinetorum Weakley & P. M. Peterson
- Sporobolus pungens (Schreber) Kunth
- Sporobolus silveanus Swallen
- Sporobolus simplex Scribn.
- Sporobolus temomairemensis Judz. & P. M. Peterson
- Sporobolus teretifolius R. M. Harper